# コルネット

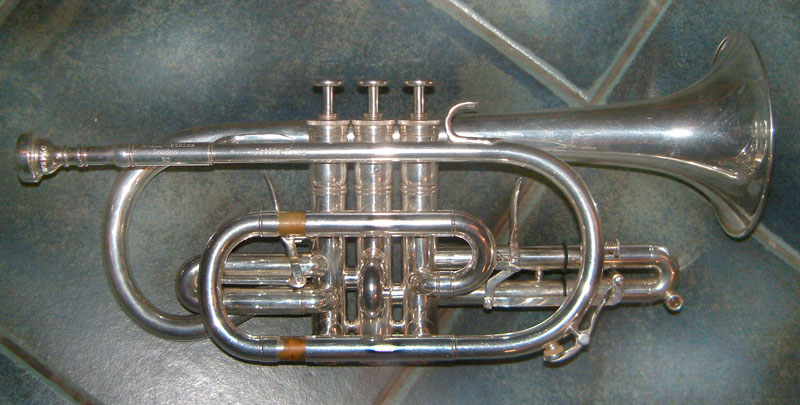
コルネット・ア・ピストン（ショートコルネット）

コルネット（英: cornet、仏: cornet à pistons、独: Kornet, Piston、伊: cornetta）は、金管楽器の一種である。イタリア語で角笛もしくはホルンを意味するcornoに縮小語尾の -ettoを付加したものが語源。この楽器の直接の起源は、ポストホルンである。
ルネサンス期に用いられた音孔を持つ金管楽器も「コルネット」と呼ばれるが、別の楽器である。こちらはイタリア語でcornetto、もしくは英語でもcornettと綴ることが多いようである。ドイツ語でツィンクと呼んで区別することも行われる（当該記事も便宜上これを項目名としている）。

## 概要
1820年代にフランスで考案された。トランペットと同様にピストンを有する、というよりは、ピストンの有用性をコルネットが証明し、トランペットに導入された。形態はトランペットに似ている。トランペットとの違いは円筒管と円錐管の比率の違いといわれることがあるが、実際に比較するとほぼ同等であることが分かる。外見がほとんどトランペットと変わらないコルネットも歴史上存在しているが、音色の違いはマウスピースシャンク（コルネットの方が細い）からベルへの管径の拡大率、管の曲線部が多いことによる変化、それから特にショートコルネットに用いられる深いマウスピースに起因すると推定される。いずれにせよ管に曲線部が多く抵抗が大きいために、トランペットと比較すると機動力に優れ、より木管楽器的な役割を期待される場面が多い楽器である（エルガー：威風堂々第1番、ストラヴィンスキー：ペトルーシュカ1911年版など）。
19世紀に発明されたピストンバルブをつけた「コルネット・ア・ピストン」（ピストン付きコルネット）から急速に開発が進み、2～3本のペリネ式のピストンバルブを標準装備した短管のラッパが出現してくると、1845年にアドルフ・サックスがサクソルンの特許を取得した。以後、コルネットはサクソルン属の高音楽器として位置づけられるようになった。その軽快な操作性が好まれ、瞬く間に普及し、フランス・ロシアなどにおいてはオーケストラでも多用された。後にトランペットもバルブシステムを取り入れ、失われてしまったクラリーノ奏法を補うために多様な調のものが製作されるようになった。コルネットとトランペットはしばしば併用されたが、次第に管弦楽ではトランペットが生き残り、コルネットは吹奏楽や英国式ブラスバンドが主な活動の場となった。オーケストラでは、通常、トランペット奏者が持ち替えて演奏する。
今日では主に吹奏楽やブラスバンド（英国式ブラスバンド）、ジャズなどで使われる。主にB♭管とE♭管の2種類があり、B♭管のコルネットの音域はトランペットと同じである。E♭管は別名ソプラノコルネットとも呼ばれ、高音域でのきらびやかな音色を特徴とする。
さらに細かく分けると、管とテーパーのデザインによって、ジャズ・吹奏楽で使われるアメリカ式のロング・コルネットと、英国式ブラスバンドで使われるショート・コルネットに分類される。前者はよりトランペットに近く明るい音色で、マウスピースの形状はトランペット用とほとんど同じものを用いる。後者はやわらかくまろやかな音色を特徴とし、マウスピースの形状はトランペットに比べてカップがV形状で深さが深く、スロート径の大きいものを用いる（ヤマハは以前はロング・ショート両方のコルネットを製造していたが、現在はショート・コルネットのみを製造している）。
トランペットの管は2回曲げられている一方で、コルネットの管は4〜5回曲げられている。そのため、管長は同じでもコルネットの方が楽器が小型で、トランペットよりも体の近くで楽器を構える形となる。このため体の小さい小学生などには、マウスピースの位置に対する両手の場所が適切になることから、トランペットと比較すると構えを取りやすく演奏も容易で、正しい奏法を身に付けやすいと言える。体が小さい小学生が無理にトランペットを構えると、楽器を水平近くに保てず過度に下向きになってしまい、アンブシュアをはじめ正しい奏法を身に付ける大きな妨げとなる恐れがある。そのために一度身に付いた悪い癖が、中高生になって体が成長してからも抜けにくく、矯正できずに苦労する演奏者も多い。
ロング用のマウスピースを製造しているメーカーは、ヴィンセント・バックやシルキー、ヤマハなどが有名で、ショート用のマウスピースは、デニスウィック、ヤマハなどである。ロング用とショート用ではマウスピースの全長が異なり、互いに異なるものを使用することは望ましくない。

## 著名なコルネット奏者
多くの奏者はトランペット奏者と兼務する場合が多い。
- ジャン＝バティスト・アルバン
- ハーバート・クラーク (スーザ吹奏楽団のソリスト）
- バディ・ボールデン
- キング・オリヴァー
- ルイ・アームストロング
- ナット・アダレイ
- ドン・チェリー
- ラッセ・トゥーンクヴィスト
- レッド・ニコルズ
- 渡部康三（日本の草分）
- 海野匡代（日本の女性プロプレイヤー）
- 岡本篤彦（日本のブラスバンドにおけるプロ・コルネット奏者）